# Edição Maravilhosa
Edição Maravilhosa foi uma série de revista em quadrinhos baseada nas revista americanas Classics Illustrated e Classic Comics, e publicada mensalmente pela EBAL, tanto a Classic Ilustrated, quanto a Edição Maravilhosa, publicaram histórias em quadrinhos baseada em obras literárias O título veio das edições especiais do Suplemento Juvenil, primeira revista em quadrinhos publicada por Adolfo Aizen em 1934.
Nas primeiras 23 edições, a EBAL publicou histórias importadas, na edição 24, o jornalista Adolfo Aizen, fundador da EBAL, encomendou ao haitiano André LeBlanc, que adaptasse o livro O Guarani de José de Alencar.

## Alguns Títulos Publicados

### Literatura Brasileira e Portuguesa
- A Escrava Isaura - Bernardo Guimarães (nº 92 publicado em setembro de 1954)
- Mar Morto - Jorge Amado (nº 186 publicado em agosto de 1960)
- Senhora - José de Alencar (nº 120 publicado em março de 1956)
- As Pupilas do Senhor Reitor - Júlio Dinis (nº 180 publicado em agosto de 1959)
- Fruta do Mato - Afrânio Peixoto (nº 160 publicado em novembro de 1957)
- A Bagaceira - José Américo de Almeida (publicado em 1970)
- Os Meus Balões - Santos Dumont (nº 107 publicado em julho de 1955)
- O Garimpeiro - Bernardo Guimarães (nº 118 publicado em fevereiro de 1956)
- Sinhá Moça - Maria Dezonne Pacheco Fernandes (nº 144 publicado em março de 1957 e republicado em 1986)
- O Guarani - José de Alencar (nº 24 publicado em junho de 1950 e republicado em fevereiro de 1954)
- Os Dramas da Floresta Virgem e A República dos Palmares - Manoel Victor (nº 101 publicado em março de 1955)
- A Vida - Lima Barreto (nº 162 publicado em 1957)
- O Sertanejo - José de Alencar (nº 95 publicado em novembro de 1954)
- A Amazônia Misteriosa - Gastão Cruls (nº 113 publicado em stembro de 1955)
- O Tronco do Ipê - José de Alencar (nº 46 publicado em março de 1952)
- Doidinho - José Lins do Rego (nº 124 publicado em maio de 1956)
- Ubirajara - José de Alencar (nº 57 publicado em outubro de 1952)
- A Marcha - Afonso Schmidt (nº 110)
- Menino de Engenho - José Lins do Rego (nº 100 publicado em março de 1955)
- Cabocla - Ribeiro Couto (nº 86 publicado em maio de 1954)
- A Muralha - Dinah Silveira de Queiroz (nº 146 publicado em abril de 1957)
- A Moreninha - Joaquim Manoel de Macedo (nº 71 publicado em fevereiro de 1953)
- O Gaúcho - José de Alencar (nº 83 publicado em fevereiro de 1954)
- Amor de Perdição - Camilo Castelo Branco (nº 62 publicado em janeiro de 1953)
- Iracema - José de Alencar (nº 31 publicado em janeiro de 1951)
- Dona Xepa - Pedro Bloch (nº 172 publicado em outubro de 1958)
- A Morgadinha dos Canaviais - Júlio Dinis (nº 147 publicado em maio de 1957)
- O Ateneu - Raul Pompéia (nº 176 publicado em fevereiro de 1959)
- As Minas de Prata - José de Alencar (nº 188 publicado em 1960)
- Floradas Na Serra - Dinah Silveira de Queiroz (nº 166 publicado em abril de 1958)
- Pedra Bonita - José Lins do Rego (n° 200 publicado em novembro de 1961)
- Anhanguera, O Gigante de Botas - Ofélia e Narbal Fontes (nº 126 publicado em junho de 1956)
- Éramos Seis - Maria José Dupré (nº 128 publicado em julho de 1956)
- Campanha De Canudos - Euclides da Cunha (nº 136 publicado em novembro de 1956)
- O Juiz De Paz Na Roça e O Judas No Sábado De Aleluia - Martins Pena (nº 132 publicado em setembro de 1956)